# Qu4tre Liège Média
 (août 2021).
Si vous disposez d'ouvrages ou d'articles de référence ou si vous connaissez des sites web de qualité traitant du thème abordé ici, merci de compléter l'article en donnant les références utiles à sa vérifiabilité et en les liant à la section « Notes et références ».
QU4TRE Liège Média, anciennement RTC Télé Liège est un média de proximité disposant, entre autres, d'une chaîne de télévision locale belge diffusée dans les arrondissements de Liège, Huy et Waremme et en Wallonie/Bruxelles par tous les opérateurs (Orange, Voo, Proximus, ect.). Les autres canaux étant d'une part le site web et d'autre part la publication d'informations et de vidéos sur les réseaux sociaux (TikTok, Instagram, Facebook).

## Histoire de la chaîne
RTC Canal plus est créée en 1977 comme une première expérience de télévision participative par câble inspirée des modèles canadiens. 
La première émission télévisée de RTC a été diffusée le 26 février 1977. Il s'agissait alors d'une émission d'une heure proposée sur le canal d'Antenne 2 le samedi matin. Cette émission était réalisée par des liégeois à qui la chaîne fournit les équipements techniques (vidéo légère).
La RTBF Liège et Canal Emploi s'associent à RTC en 1981 pour fonder Liège Télé Câble pour laquelle le centre de production local8 de la RTBF réalise un journal télévisé régional quotidien nommé Liège Midi Trente. La chaîne passe à la couleur.
Elle est rebaptisée Télé-Liège en 1988 et commence à multidiffuser ses programmes, à commencer par son journal télévisé de midi rediffusé en soirée, puis passe en diffusion 24 heures sur 24 avec l'apparition du vidéotexte aussi appelé Télétexte.
À la suite du retrait de la RTBF Liège et de Canal Emploi en 1989 , la chaîne devient RTC Télévision liégeoise.
En octobre 1992, le vidéotexte est remplacé par CAID, "Communications, Annonces et Informations Digitalisées", qui permet de réaliser des images graphiques de haute qualité et d'insérer sur antenne des pages publicitaires.
Sa zone de diffusion est étendue aux arrondissements de Huy et Waremme en 1995 , faisant de RTC Télé Liège la plus regardée de toutes les chaînes locales de la Communauté française.
C'est depuis le lundi 19 mars 2007 que RTC Télé Liège est passée au format 16:9.
Depuis le lundi 9 octobre 2017, l'émission "Le 6-8" de la radio Vivacité Liège est filmée et retransmise du lundi au vendredi sur l'antenne TV de RTC Télé Liège.
Le JT et les différentes émissions "plateau" sont produites depuis le lundi 9 octobre 2017 depuis un plus grand studio.
Le conseil d'administration de RTC Télé Liège a pris la décision le 8 octobre 2020 de lancer un projet de déménagement de la Rue du Laveu vers La Grand Poste.
Le 25 novembre 2021, le gouvernement de la Fédération Wallonie-Bruxelles a accordé un financement de 1.200.000 € afin de permettre d'acquérir et d'équiper de nouveaux locaux sur le site de La Grand Poste. Le déménagement est prévu en septembre 2026.

## Logos

Logo RTC Canal plus en 1977
Logo RTC Canal plus en 1979
Logo RTC Télévision liégeoise de 1989 à 1996
Logo RTC Télé-Liège de 1996 à 2004
Logo RTC Télé-Liège entre 2004 et 2010
Logo actuel de RTC Télé Liège entre 2010 et 2024
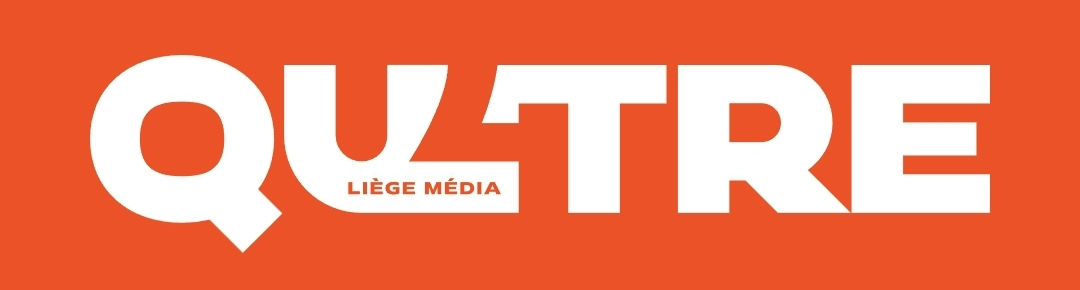
Logo de QU4TRE Liège Média depuis 2024

## Organisation
Rédactrice en chef :
- Nathalie Evrard

Journalistes Réalisateurs:
- Françoise Bonivert
- Fannie Cornil
- France Defalle
- Sophie Driesen
- Mathias Ficarrotta
- Pierre Jacquet
- Mélanie Protin
- Eric Ortmans
- Stéphane Savaris
- Alain Wagener

Pôle Innovation & Technologies :
- Olivier Greoli (Responsable du Pôle)
- Jérôme Guiot
- Geneviève Goossens

Responsable du Pôle Audiovisuel :
- Jean-Pierre Marziale

Cadreurs/Monteurs :
- François Boutay
- Christophe Libert
- Myrtille Wéry
- Jean-Luc Wlodarczyk

Monteur :
- Léon Gaspari

Techniciens :
- Sergio del Río Diez
- Benoît Elsen
- Alexandre Jean-Charles
- Alain Lahaye
- Manuel Martino dit Del Martini
- David Tran

Responsable administratif et financier :
- Thibaud Godefroid

Administratifs :
- Alain Frisenna
- Corinne Jacobs
- Olivier Micheroux
- Cathy Seronval

Responsable relations publiques et commerciales :
- Natacha Callaerts

### Dirigeants
Président du Conseil d'administration :
- Laetitia Naklicki

Directeur général :
- Julien Modave

### Sièges
En 1977, le siège de RTC est situé au Palais des Congrès de Liège. Le premier centre de production est situé rue Dartois à Liège. Le premier centre de diffusion de RTC était situé sous le pylône Coditel de la rue Borny à Cointe.
En 1986, la chaîne s'installe dans une maison de la rue de Rotterdam qui se révèle rapidement trop exiguë jusqu'au déménagement en 1996 Rue du Laveu 58 à Liège dans les nouveaux locaux actuels de 2 000 m² comprenant deux plateaux et deux régies afin de réunir sur un même site les installations de production et de diffusion. Ce qui permet dès l'année suivante une diffusion 7 jours sur 7 en créant de nouvelles émissions pour le week-end.

## Programmes
En semaine, RTC diffuse deux fois par jour, à 12h (depuis 2020, avant 12h15) et 18 heures, un journal sur l'actualité des arrondissements de Liège, de Huy et de Waremme.
Plusieurs autres émissions comme Actu L, Ca part en Live, Cam Paï, Culturel 4, Cut!, Les Testeurs, Sports 4, Tram en Commun, Vu du Ciel complètent la grille pour assurer une diffusion 7 jours sur 7.

## Diffusion
Comme l’ensemble des douze médias de proximité en Communauté française de Belgique, RTC Télé Liège diffuse ses programmes par câble de télédistribution dans les arrondissements de Liège, Huy et Waremme. Diffusion sur Orange (canal 13), sur Proximus Pickx (canal 10 sur les arrondissements de Liège, Huy et Waremme et 166 ailleurs), sur Scarlet (canal 334) et sur VOO (canal 11 ou 12).
Depuis le 17 novembre 2010, elle est diffusée en norme en Full HD sur VOO numérique.
Depuis le 1er février 2012, elle est diffusée en HD Ready sur Belgacom TV (nom actuel : Proximus Pickx).
Depuis le 24 décembre 2019, elle est diffusée sur Proximus Pickx sur l'ensemble de la Wallonie et Bruxelles.
Depuis le 6 décembre 2021, elle est diffusée en Full HD sur Proximus Pickx.